# Cervejaria Rodenbach
Rodenbach é uma cervejaria de Roeselare, Bélgica. A cervejaria é propriedade do grupo Palm Breweries. É conhecida pela produção de cervejas ácidas envelhecidas em barris no estilo Flemish red .

## Cervejas

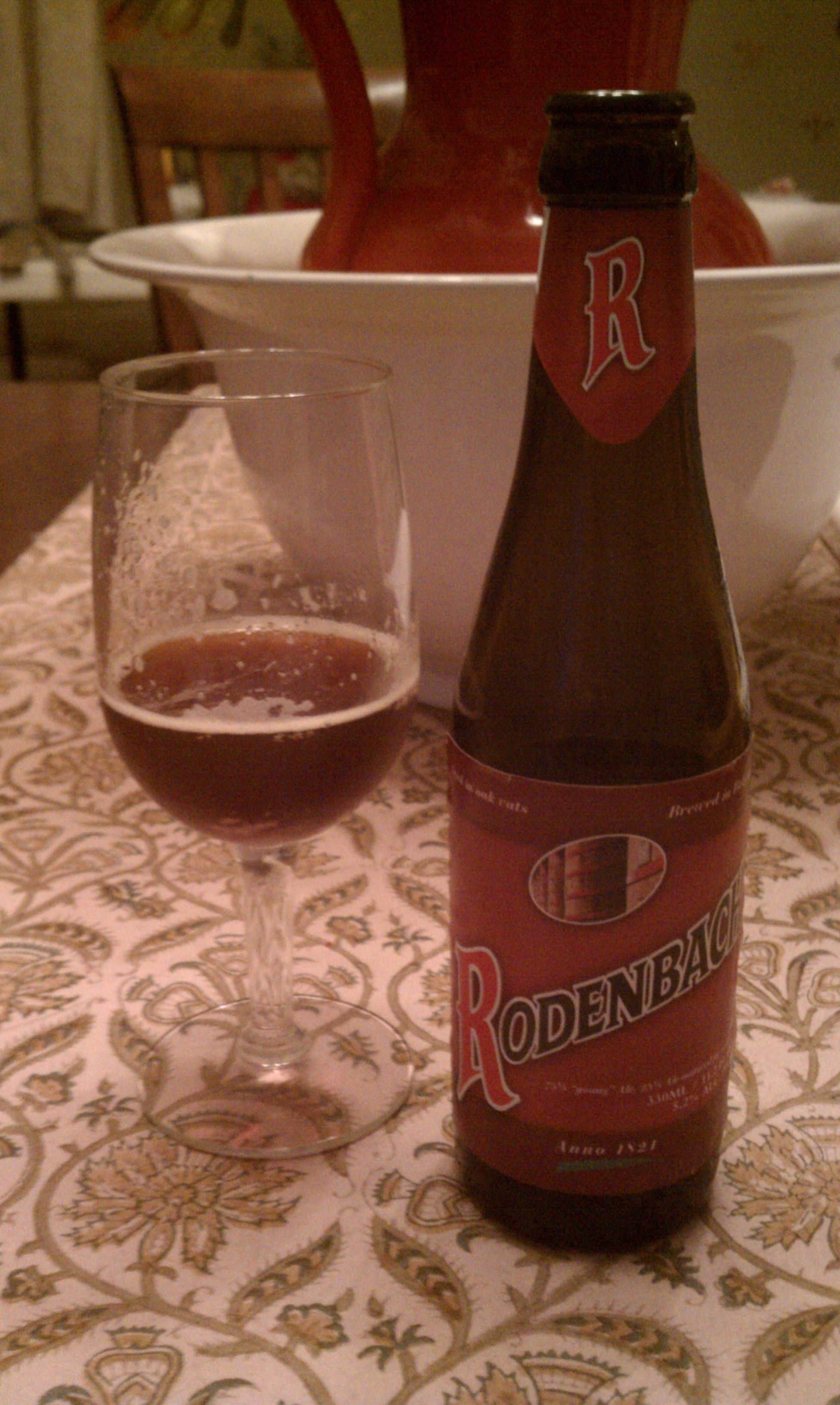
Uma Rodenbach Original

A Rodenbach comercializa as seguintes cervejas:
- Rodenbach Original (5.2% ABV) mistura(blend) de uma cerveja antiga e uma jovem (25%/75%)
- Rodenbach Grand Cru, uma cerveja que remete a vinho (6% ABV) e que contem menos cerveja jovem no blend (67%/33%)
- Rodenbach Vintage beer, cerveja não misturada(unblended) de uma cerveja envelhecida em barril de carvalho
- Vin de Céréale, 10% ABV
- Caractère Rouge, cerveja maturada com cerejas e framboesas

## Galeria

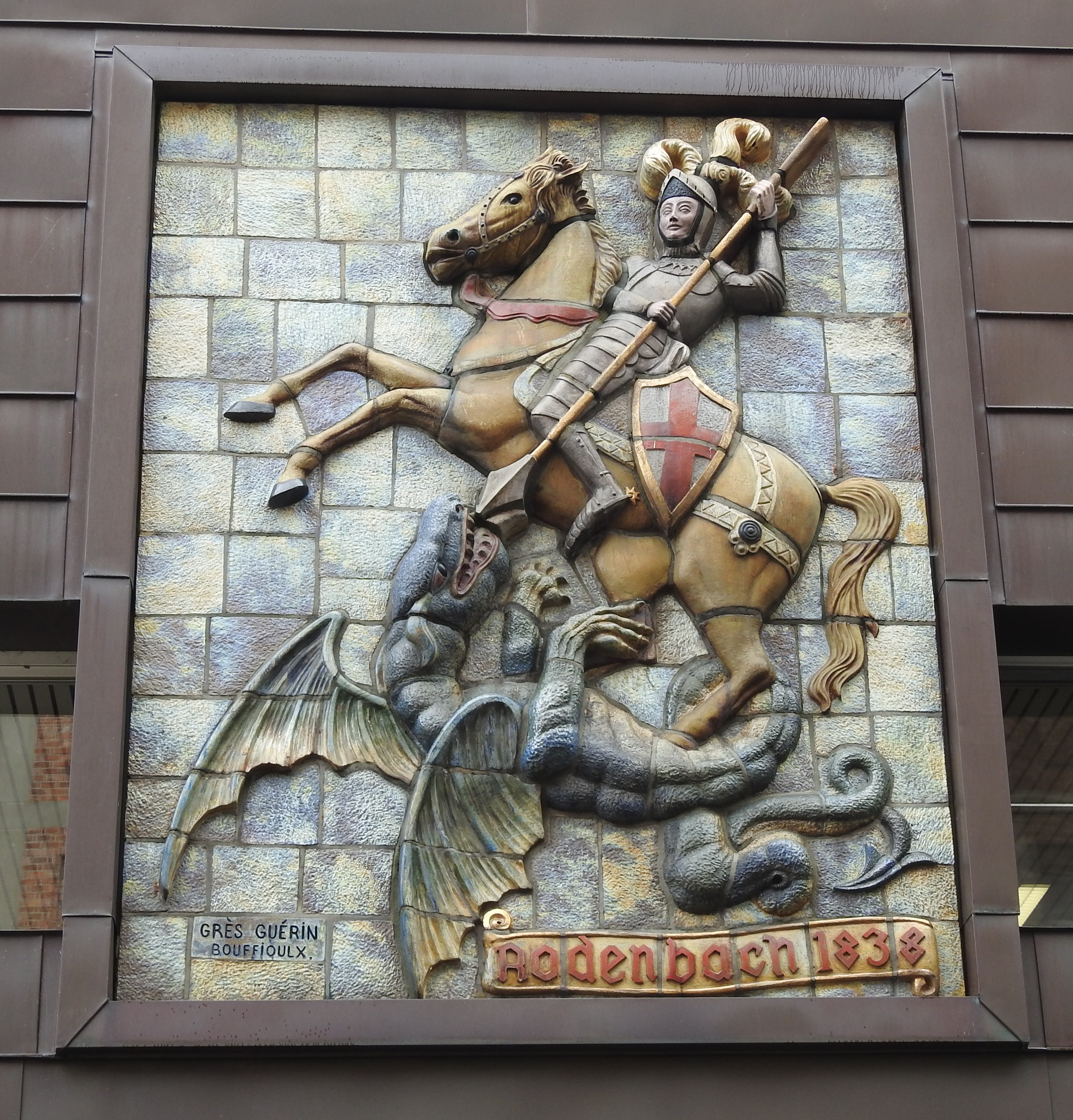
Rodenbach brasão de armas
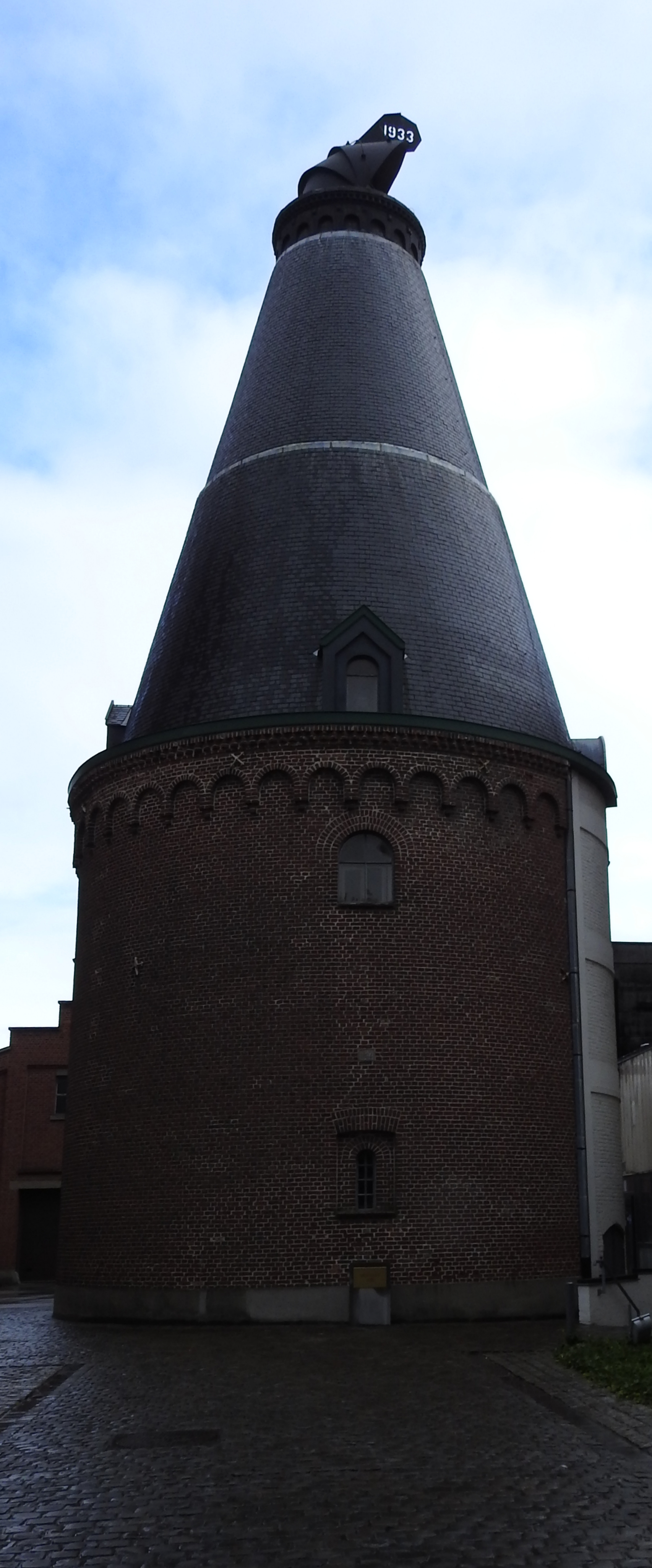
Moinho da Rodenbach
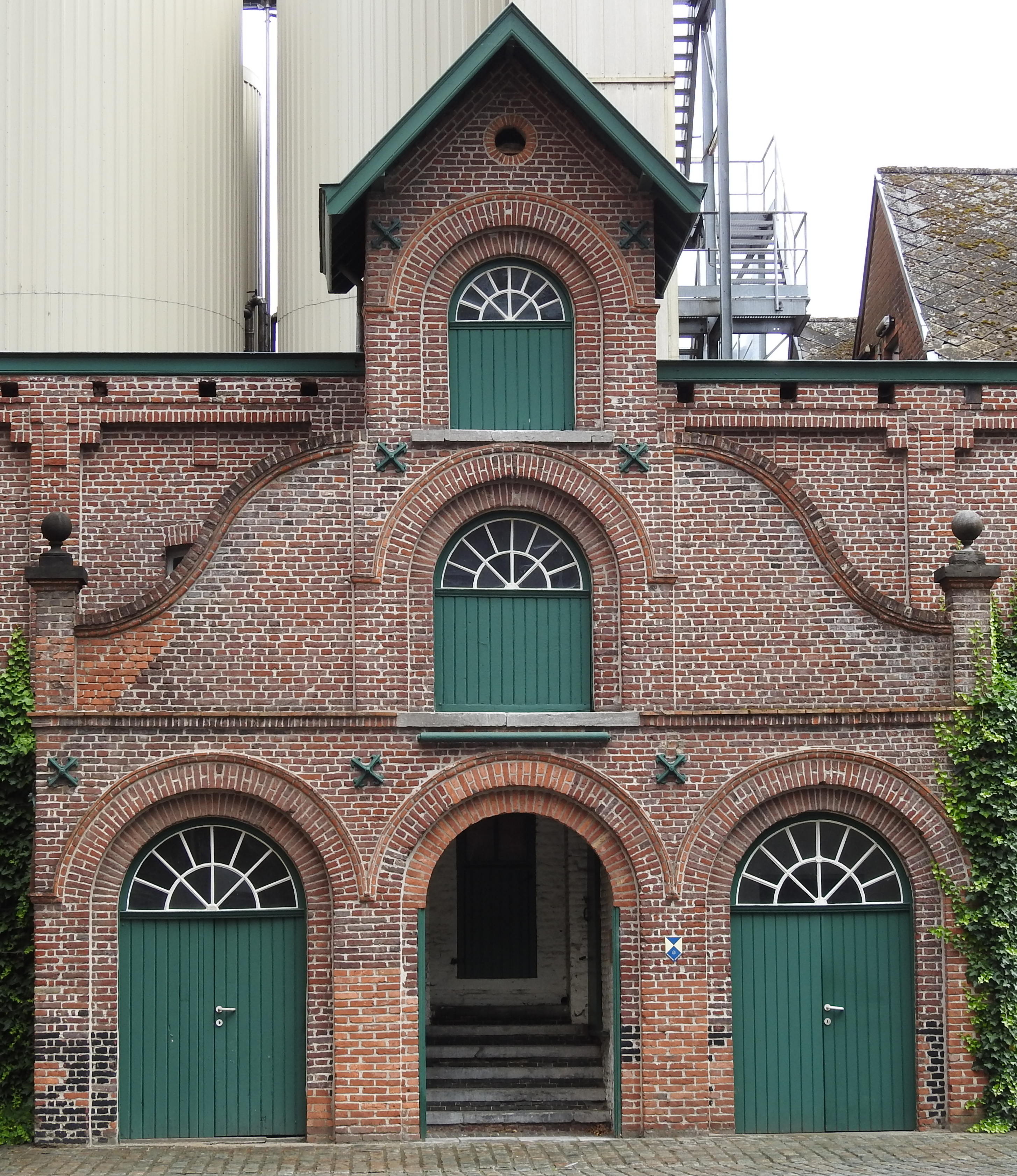
Entrada da antiga cervejaria
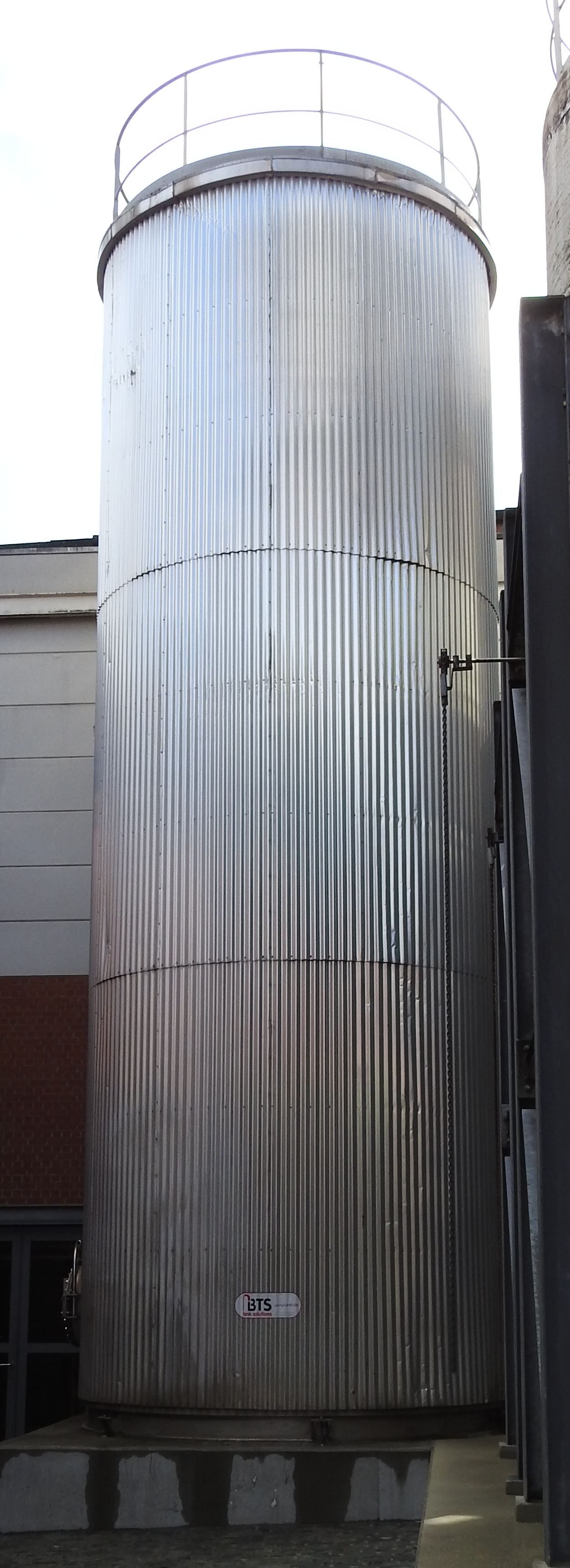
Silo
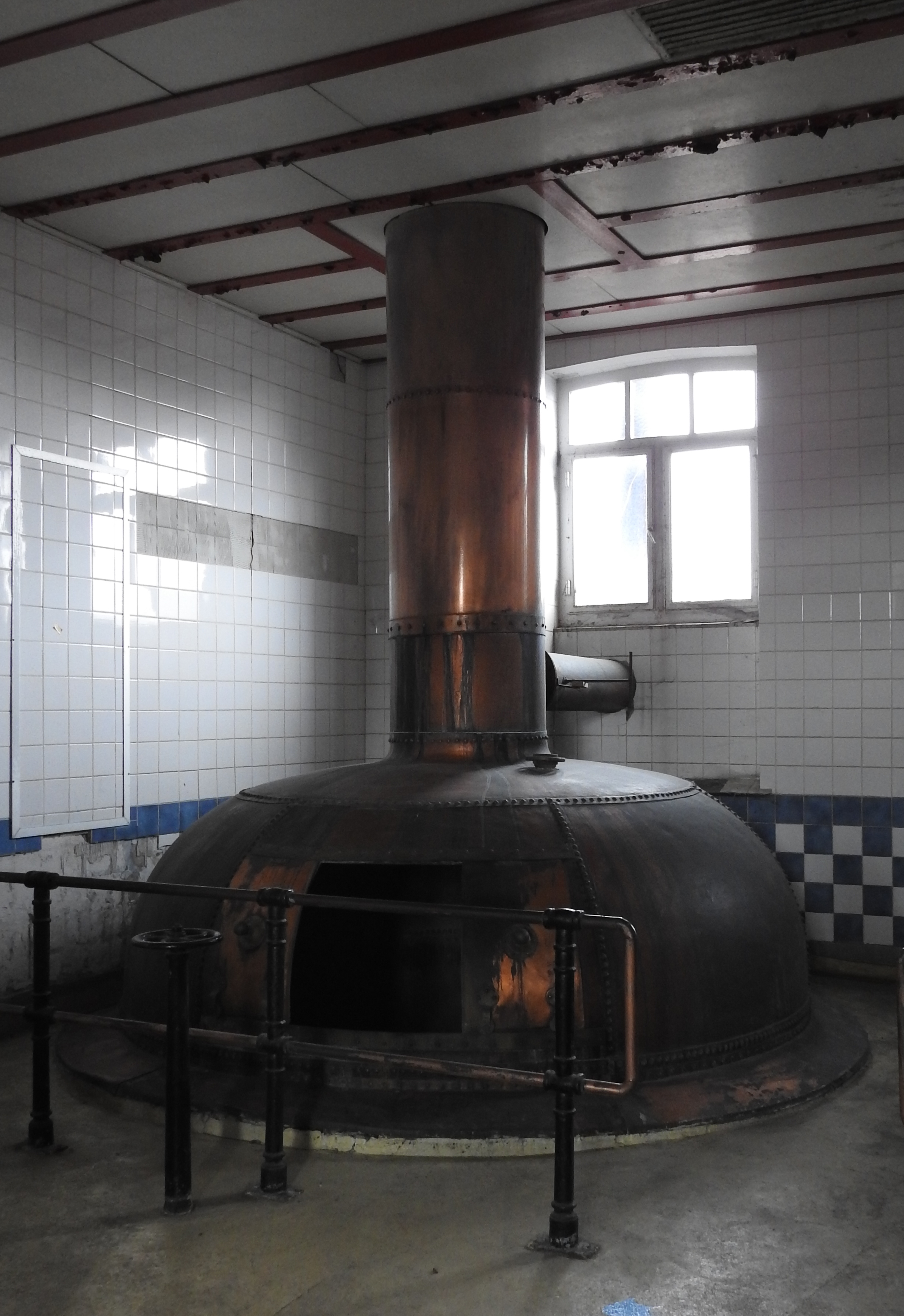
Tina de mistura de cobre
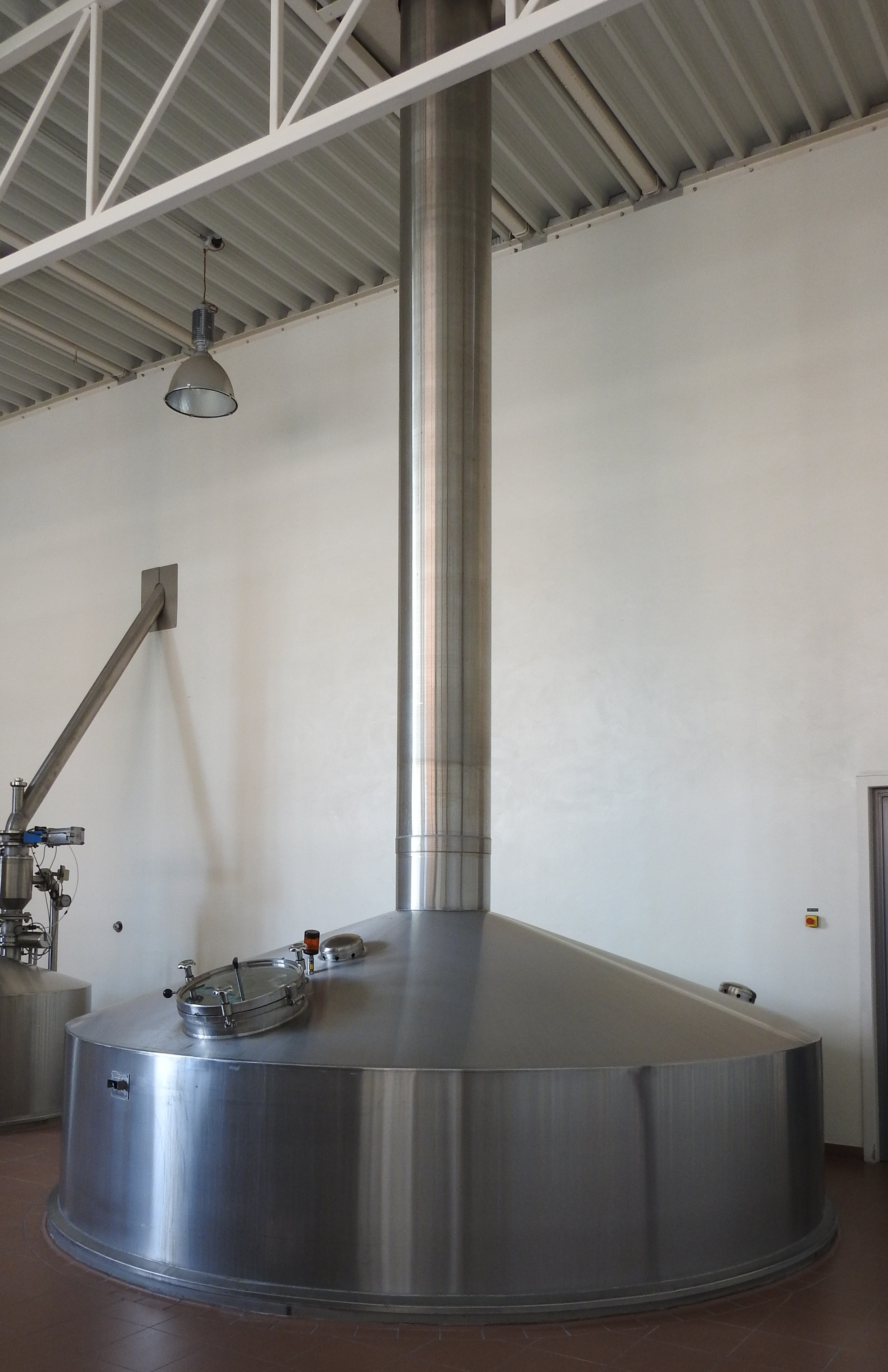
Tina de mistura
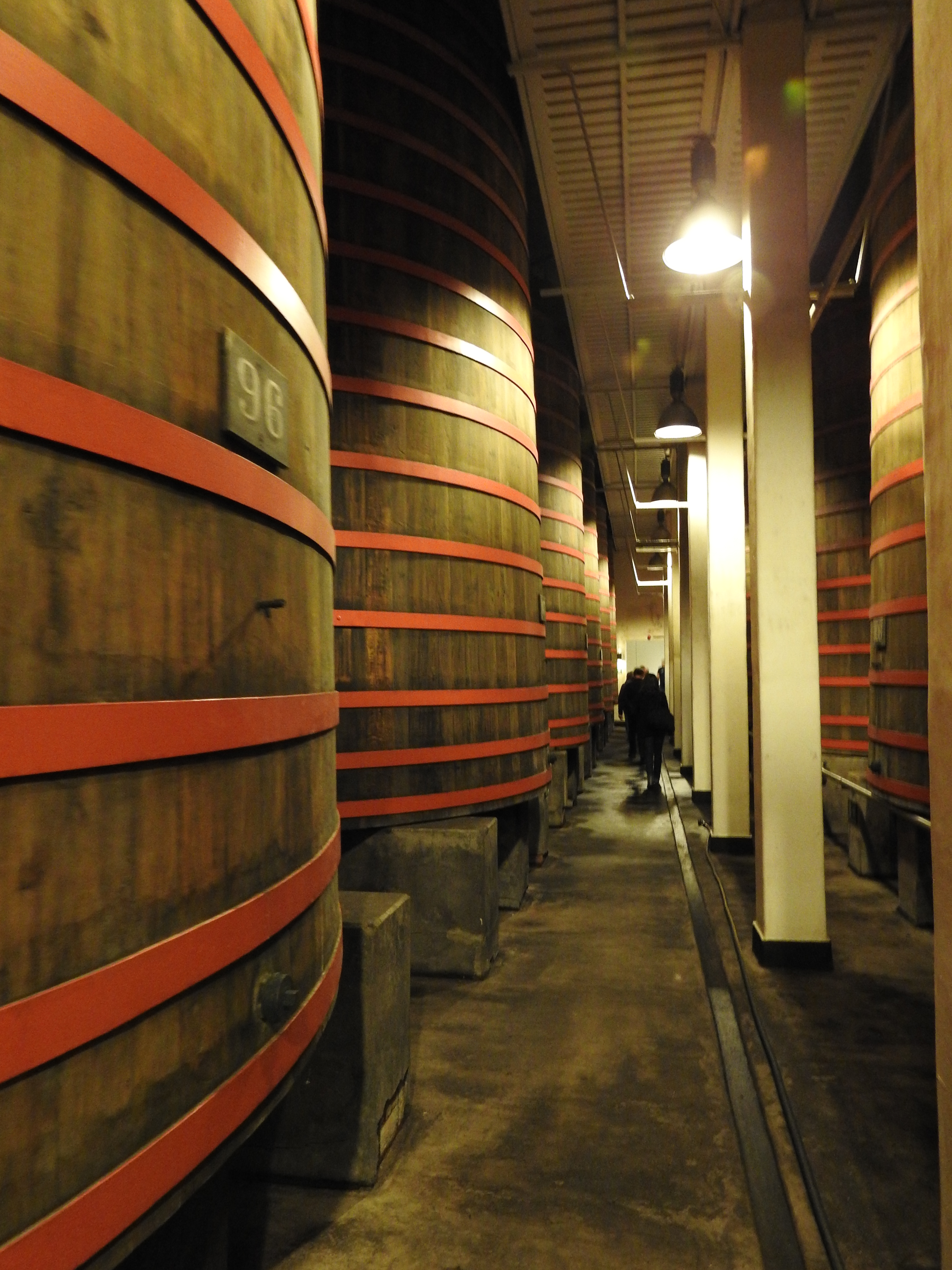
Rodenbach Barris
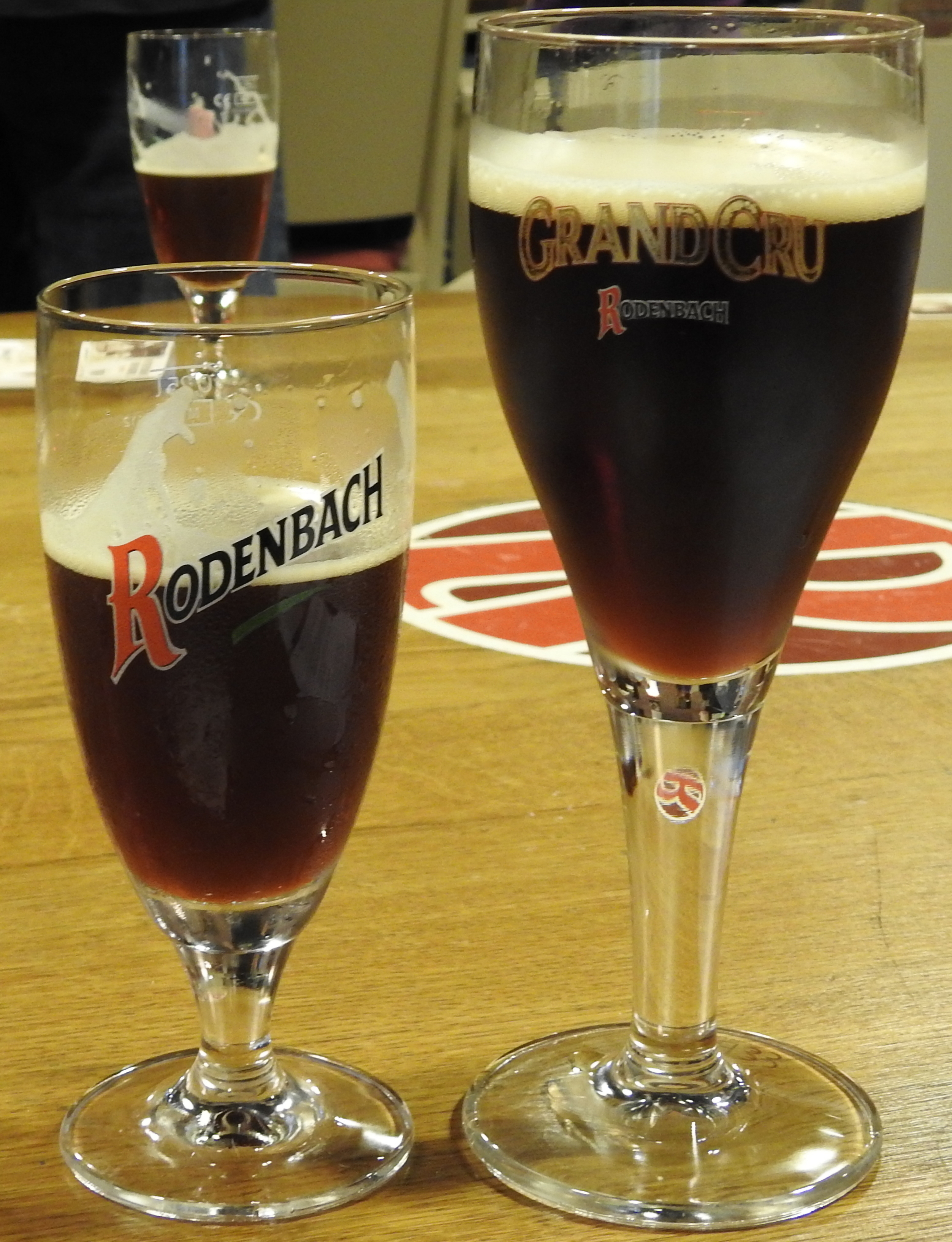
Rodenbach Original e Grand Cru
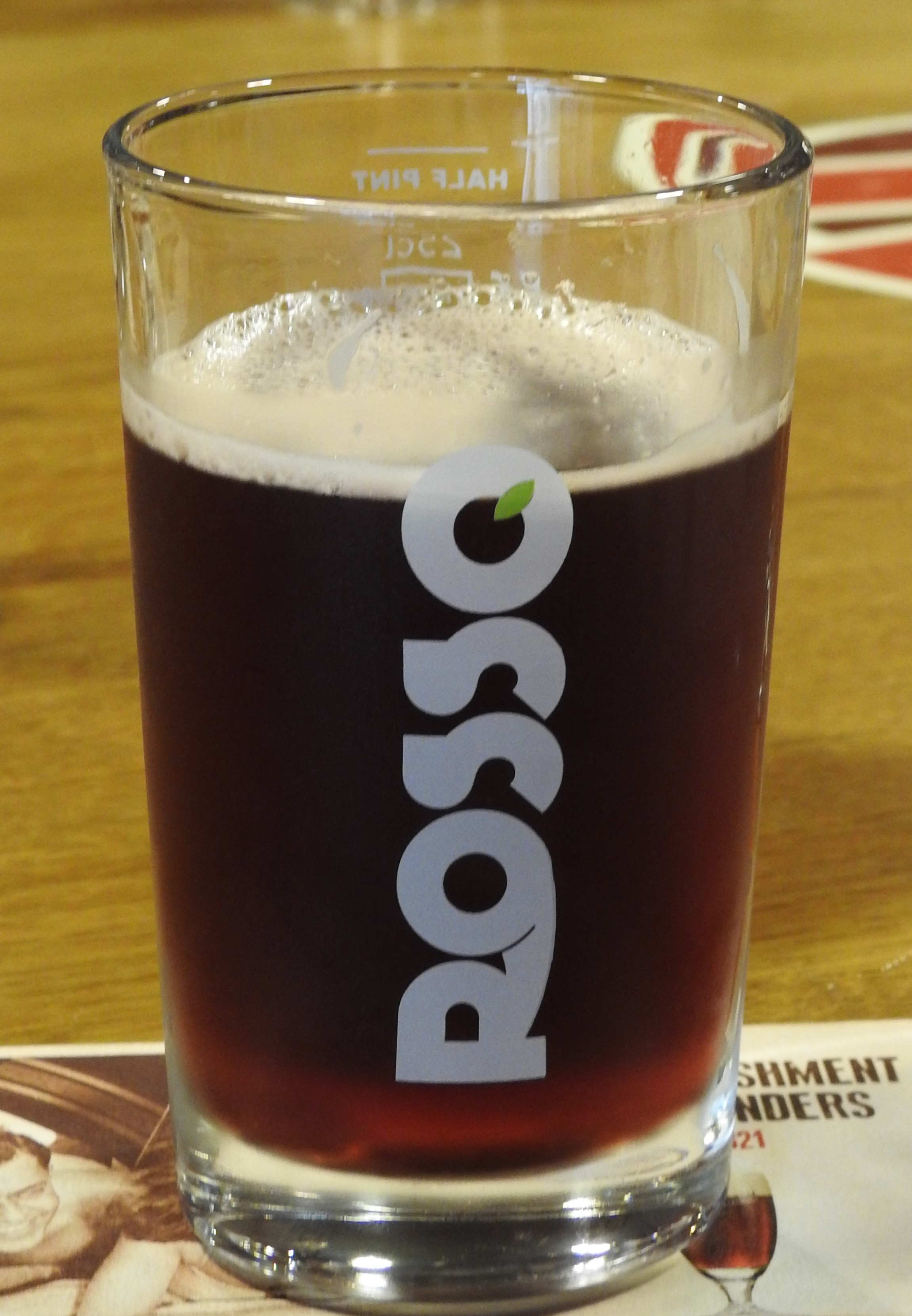
Rodenbach Rosso, uma kriek

## Ligações Externas
- Rodenbach Brewery (in Dutch, English and French)
- Brouwerij Rodenbach (English) Brewery details from BeerTourism.com